# Vinogràdove
|  | Per a altres significats, vegeu «Vinogràdovo». |

Vinogràdove (en ucraïnès: Виноградове, en rus: Виноградово, Vinogràdovo) és un poble de la República Autònoma de Crimea a Ucraïna, ocupada per Rússia, que el 2014 tenia 881 habitants. Pertany al districte rural de Saki.